# Gaiden
Gaiden (外伝, lit. ‘història alternativa’) és un terme popular japonès que descriu una història paral·lela dins una altra història. A més a més, l'ús de gaiden s'utilitza comunament a la ficció japonesa per referir-se a un spin-off d'una obra publicada anteriorment que no es considera oficialment una seqüela ni una preqüela. Pot estar desenvolupada en un temps diferent del que es desenvolupa la història central. Normalment, un gaiden no afecta la història original i de vegades s'usa com a explicació o justificació per a esdeveniments que ja han passat. És comú trobar algun gaiden en sèries de manga i anime o fins i tot videojocs, on s'utilitzen majoritàriament per donar més detalls als lectors sobre la personalitat, el rerefons o la infància d'un o diversos personatges.